# フェリーらいらっく
フェリーらいらっくは、新日本海フェリーが運航していたフェリー。引退後は海外売船され、フィリピンで就航していたが、2008年6月21日にシブヤン海で荒天により沈没した。

## 概要
石川島播磨重工業が建造した初の長距離フェリーで、第1船のすずらん丸以来、新造船を一貫して幸陽船渠で建造してきた新日本海フェリーとしても初の他社による建造となった。就航当時は総トン数および全長で日本最大のフェリーだった。
1990年2月には石川島播磨重工業相生工場にてキャビン増設工事を実施、2名定員の一等洋室23室の増設、プール新設、スポーツルームの麻雀ルームとゲームルームへの改装などを施し定員を788名、総トン数を19,105トンとした。
1984年7月に舞鶴 - 小樽航路に就航した。
2004年7月、はまなす、あかしあの就航により引退した。
その後、海外売船されフィリピンのスルピシオ・ラインでプリンセス・オブ・ザ・スターズ（Princess of the Stars）となり、就航したが、2008年6月21日に荒天により沈没した。フィリピン当局によれば、この事故で814人が死亡したとされる。また、2010年代半ばまで捜索が続けられたが、50人以上が行方不明のままである。

## 設備

### 船室
機関部からの騒音や振動を軽減すべく船首側に配置した。
Aデッキ
- スイート（2名×2室）
- 特等室（洋室ツイン2名×12室、和室2名×4室）

Bデッキ
- 1等洋室（洋室2段ベッド5名×6室・4名×8室）
- 1等和室（3名×4室、2名×2室）
- 2等寝台（8名×28室、4名×1室）
- 2等和室（32名×2室、48名×2室）
- ドライバー室（12名×4室）

### 設備
航海船橋甲板
- らいらっくラウンジ - レーザーなどの特殊照明による演出装置やVTR・カラオケ設備、各客室へ放映するテレビカメラと送出装置を設置[7]。

Aデッキ
- 麻雀ルーム
- レストラン（178席[9]）
- スポーツルーム
- ゲームコーナー
- チルドレンズコーナー
- 特等室[9]

Bデッキ
- 案内所 - コンピュータ制御による現在位置情報や船内案内・観光案内・コマーシャルなどを乗客のキーボード操作で表示する「インフォメーションテレビ」を設置[7]。
- リスニングルーム - ステレオオーディオサービス付き展望ラウンジ
- 大浴場
- ランドリー
- 売店
- 自販機コーナー
- ミーティングルーム[9]
- 1等寝台[9]
- 2等寝台[9]
- 2等和室[9]
- ドライバー室[9]
- ドライバー談話室
- ドライバー娯楽室

車両甲板
- Cデッキ：トラック・トレーラー46台、乗用車136台
- Dデッキ：106台

## 事故

### プレジャーボートとの衝突
1995年12月4日、14時50分ごろ、小樽港から舞鶴港へ向けて運航中だった本船は、若狭湾南西部の成生岬の北北西3.4海里の海上で遊漁中だったプレジャーボート飛龍と衝突した。衝突により本船は左舷船首部外板に擦過傷、飛龍は右舷後部外板に擦過傷、操舵室窓の破壊、ハンドレール曲損などの損傷を生じた。飛龍には、船長と甲板員の合計2名が乗船していたが、衝突直前に海面に飛び込んだ後、行方不明となり死亡認定された。事故当時の天候は雨で、海上は波の高さは約2メートルで、風浪が高く白波が立った状態だった。事故原因は、らいらっく側の見張り不十分とされたが、飛龍側が注意喚起信号と衝突回避措置をとらなかったことも一因とされた。

### 荒天下での沈没
2008年6月21日、フィリピンのマニラからセブ島へ向け航行中、折から接近中の台風6号による波浪の中でエンジンが故障。同国中部のロンブロン州シブヤン島沖合で高波を受けて転覆し、乗員乗客825人中、船長を含む773人が死亡または行方不明となった。
荒天の中、事故直後から沿岸に漂着した乗客の救助が行なわれ、同月26日から沿岸警備隊のダイバー、アメリカ海軍による救難活動が展開されたが、台風による荒天の影響、違法に積載されていた多量の殺虫剤による二次災害の懸念から翌日に中断されるなど、捜索、遺体収容は難航、乗員乗客825名のうち、船長を含む773名が死亡または行方不明となる大規模な海難事故となった。
フィリピン政府は同月23日、運航会社の責任を指摘したうえで会社が保有するすべての船舶を一時運航禁止にする措置を講じた。なお、捜索に関わったダイバーに対しては健康診断が実施された。